# Friedrich Strauch

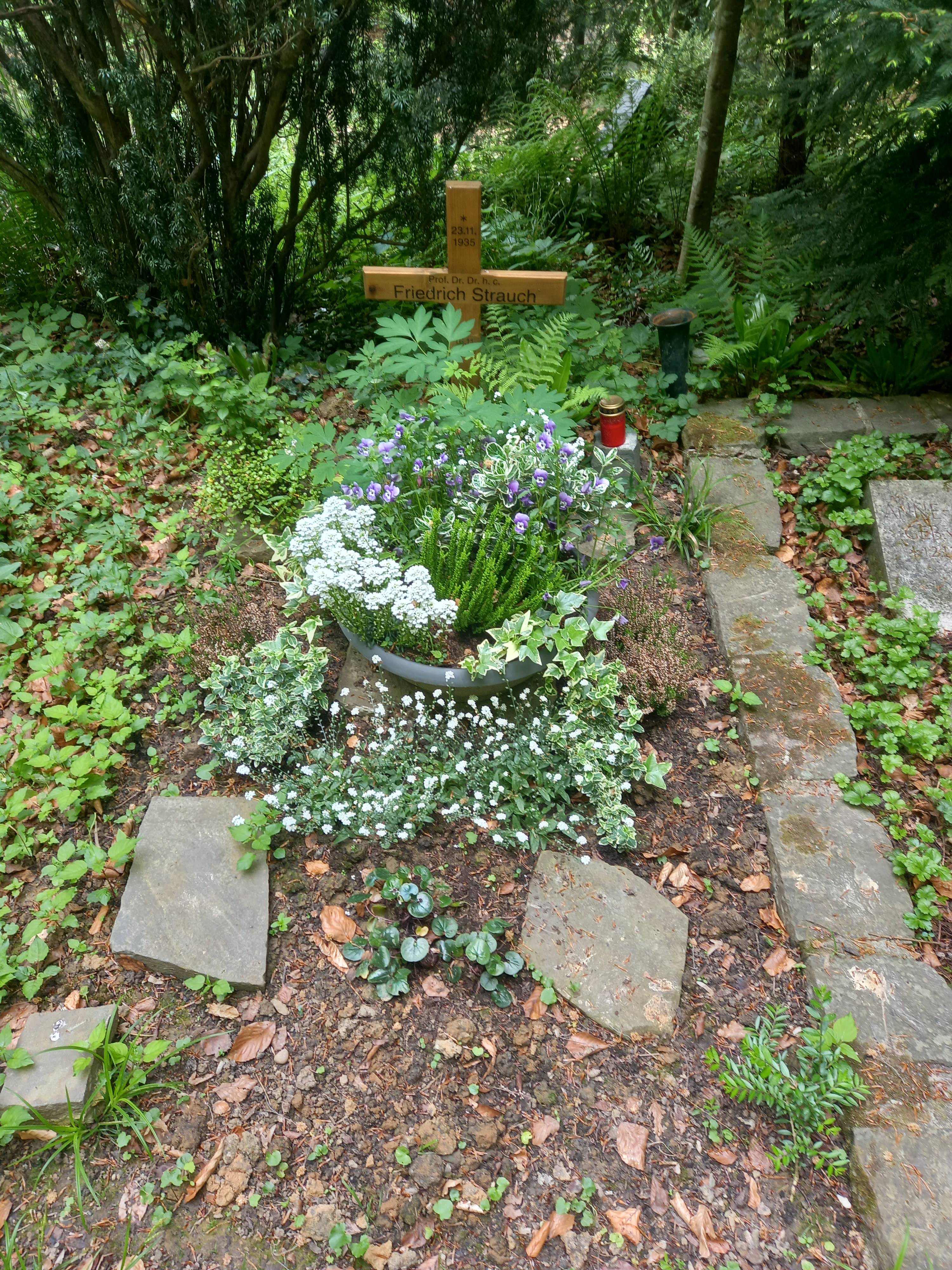
Das Grab von Friedrich Strauch auf dem Waldfriedhof (Rhöndorf)

Friedrich Strauch (* 23. November 1935 in Homberg/Niederrhein; † 16. November 2020 in Havixbeck) war ein deutscher Paläontologe.

## Leben
Friedrich Strauch studierte ab 1956 als Stipendiat der Studienstiftung des Deutschen Volkes Geologie, Paläontologie, Biologie und Medizin an der Universität zu Köln und der Ludwig-Maximilians-Universität München. 1961 machte er sein Diplom in Geologie und Paläontologie in Köln und 1962 wurde er dort bei Martin Schwarzbach zum Dr. rer. nat. promoviert. Ab 1963 war er wissenschaftlicher Assistent in der Paläontologie und 1971 habilitierte er sich. Danach war er 1971 bis 1973 Gastdozent an der Universität Aarhus und ab 1973 außerplanmäßiger Professor und später Professor an der Universität Köln.
1980 wurde er Professor für Paläontologie an der Westfälischen Wilhelms-Universität Münster und Direktor des dortigen Geologisch-Paläontologischen Instituts und Museums.
Er war verheiratet und hat drei Kinder.

## Wirken
Strauch befasst sich mit allgemeiner Paläontologie, Evolutionsforschung, Fauna und Flora des Tertiärs (zum Beispiel im Rheinland und in Griechenland), mit Paläoklimatologie und Paläoökologie.
1999 wurde er Ehrenmitglied der Paläontologischen Gesellschaft, deren Vorsitzender er von 1989 bis 1992 war. Er war ordentliches Mitglied der Akademie der Wissenschaften und der Literatur Mainz. Strauch erhielt den Credner Preis, die Abraham-Gottlob-Werner-Ehrennadel und die Silberne Alfred-Wegener-Medaille. Strauch war von 1989 bis 1997 Präsident bzw. Vizepräsident der GeoUnion Alfred-Wegener-Stiftung. Außerdem war er Organisator der geowissenschaftlichen und geotechnischen Messe geotechnica. Strauch wurde 2006 mit dem Verdienstorden der Bundesrepublik Deutschland (Verdienstkreuz am Bande) ausgezeichnet. 2008 erhielt er die Ehrendoktorwürde der Universität Tirana.
1993 wurde er von Kardinal-Großmeister Giuseppe Kardinal Caprio zum Ritter des Ritterordens vom Heiligen Grab zu Jerusalem ernannt und am 2. Oktober 1993 durch Anton Schlembach, Großprior der deutschen Statthalterei, investiert. Zuletzt war er Offizier des Päpstlichen Laienordens. Strauch war Mitglied des Deutschen Vereins vom Heiligen Lande.

## Schriften
- Zur Geologie von Tjörnes Nordisland, 1962
- Phylogenese, Adaptation und Migration einiger nordischer mariner Molluskengenera, 1972
- Kleingartenentwicklungsplan, 1977
- Rahmenplan Freizeit, Teil: Dezentrale kulturelle Begegnungsstätten, 1977, zusammen mit Bodo Kadolowski, Siegfried Kett
- Rahmenplan Freizeit, Teil: Jugendfreizeitheime, 1978, zusammen mit Arthur Höfel
- Zur tertiären Fauna des Schachtes Erkelenz, 1991, zusammen mit Arnold Müller, Jochen Welle
- Katastrophen und Aussterbeereignisse in der Erdgeschichte, 2004